# Campeonato Galês de Futebol de 2023–24 – Primeira Divisão
A Cymru Premier de 2023–24 ou Premier Galesa de 2023–24, comercialmente conhecida como JD Cymru Premier de 2023–24 por questões de patrocínio, é a 32.ª temporada da liga masculina entre clubes equivalente à primeira divisão do futebol do País de Gales e a 5.ª como Cymru Premier (até 2019, a liga era conhecida como Welsh Premier League).

## Visão geral
| Nome do campeonato           | Cymru Premier de 2023–24                     |
| Nome comercial do campeonato | JD Cymru Premier de 2023–24                  |
| Organizadora                 | Associação de Futebol do País de Gales (FAW) |
| Patrocinador                 | JD Sports Fashion PLC                        |
| Datas                        | 11 de agosto de 2023 – 11 de maio de 2024    |

## Regulamento
Na primeira fase (conhecida como temporada regular), as 12 equipes jogam entre si no pontos corridos de dois turnos, totalizando 22 jogos para cada clube (11 como mandante e 11 como visitante). No final da temporada regular, a liga é dividida em dois grupos (A e B) de 6 equipes, que jogam dentro dos seus grupos em turno e returno (partidas de ida e volta), respectivamente, pelo título e contra o rebaixamento. Cabe mencionar que os resultados da primeira fase serão usados integralmente na fase de grupos.
Ao final da fase final (ou fase de grupos), o primeiro colocado do grupo A é declarado campeão do País de Gales e se classifica para a fase prévia da Liga dos Campeões da UEFA de 2024–25. O segundo colocado garante vaga na primeira rodada de qualificação da Liga Conferência de 2024–25 juntamente com o vencedor da Taça do País de Gales de 2023–24. As outras quatro equipes do grupo A e a primeira colocada do grupo B vão disputar os play-offs da Liga Conferência pela terceira e última vaga para a Liga Conferência de 2024–25.
Na parte de baixo da tabela de classificação, os dois últimos colocados do grupo B serão rebaixados diretamente para a segunda divisão de 2024–25 (Cymru Norte ou Cymru Sul).

## Participantes
A liga é disputada por doze times – os dez melhores times da temporada anterior (Aberystwyth Town, Bala Town, Caernarfon Town, Cardiff Metropolitan University, Connah's Quay Nomads , Haverfordwest County , Newtown, Penybont, Pontypridd United e The New Saints) e os dois times promovidos das ligas da segunda divisão, um da Cymru North (nome da segunda divisão do Norte) e Cymru South (nome da segunda divisão do Sul).
Os dois últimos colocados da primeira divisão da temporada de 2022–23, Airbus UK Broughton e Flint Town United, foram rebaixados para a Cymru North de 2023–24. O rebaixamento do Flint só foi confirmado no último dia da temporada anterior, quando uma vitória dramática do Aberystwyth Town, combinada com a derrota do Flint para o Pontypridd United, selaram o rebaixamento do clube.
O Colwyn Bay, vencedor da Cymru North de 2022–23, foi promovido à liga, assim como o campeão da Cymru South de 2022–23, o Barry Town United.

### Informações dos clubes
| Clube                           | Localização   | Estádio               |
| ------------------------------- | ------------- | --------------------- |
| Aberystwyth Town                | Aberystwyth   | Park Avenue           |
| Bala Town                       | Bala          | Maes Tegid            |
| Barry Town United               | Barry         | Jenner Park Stadium   |
| Caernarfon Town                 | Caernarfon    | The Oval              |
| Cardiff Metropolitan University | Cardiff       | Cyncoed Campus        |
| Colwyn Bay                      | Old Colwyn    | Llanelian Road        |
| Connah's Quay Nomads            | Connah's Quay | Cae-y-Castell         |
| Haverfordwest County            | Haverfordwest | Bridge Meadow Stadium |
| Newtown                         | Newtown       | Latham Park           |
| Penybont                        | Bridgend      | Bryntirion Park       |
| Pontypridd                      | Treforest     | USW Sports Park       |
| The New Saints                  | Oswestry      | Park Hall             |

| Fonte: | CYMRU         |
|        | Soccerway.com |

## Classificação

### Temporada Regular
| Pos | Equipe                          | Pts | J | V | E | D | GP | GC | SG  | Classificação |
| --- | ------------------------------- | --- | - | - | - | - | -- | -- | --- | ------------- |
| 1   | The New Saints                  | 20  | 8 | 6 | 2 | 0 | 26 | 6  | +20 | Grupo A       |
| 2   | Connah's Quay Nomads            | 18  | 8 | 6 | 0 | 2 | 24 | 10 | +14 | Grupo A       |
| 3   | Penybont                        | 14  | 8 | 4 | 2 | 2 | 11 | 7  | +4  | Grupo A       |
| 4   | Caernarfon Town                 | 14  | 8 | 4 | 2 | 2 | 15 | 12 | +3  | Grupo A       |
| 5   | Newtown                         | 13  | 8 | 4 | 1 | 3 | 15 | 11 | +4  | Grupo A       |
| 6   | Bala Town                       | 13  | 8 | 3 | 4 | 1 | 6  | 5  | +1  | Grupo A       |
| 7   | Cardiff Metropolitan University | 11  | 8 | 3 | 2 | 3 | 6  | 11 | −5  | Grupo B       |
| 8   | Pontypridd United               | 9   | 8 | 2 | 3 | 3 | 2  | 4  | −2  | Grupo B       |
| 9   | Colwyn Bay                      | 7   | 8 | 2 | 1 | 5 | 8  | 14 | −6  | Grupo B       |
| 10  | Barry Town United               | 6   | 8 | 1 | 3 | 4 | 9  | 14 | −5  | Grupo B       |
| 11  | Haverfordwest County            | 6   | 8 | 1 | 3 | 4 | 7  | 18 | −11 | Grupo B       |
| 12  | Aberystwyth Town                | 1   | 8 | 0 | 1 | 7 | 4  | 21 | −17 | Grupo B       |

## Premiação
| JD Cymru Premier de 2023–24 Primeira Divisão do Campeonato Galês de Futebol |
| --------------------------------------------------------------------------- |
| Em disputa Campeão (? título da primeira divisão)                           |